# Munroa mendocina
Munroa mendocina är en gräsart som beskrevs av Rodolfo Amando Philippi. Munroa mendocina ingår i släktet Munroa och familjen gräs. Inga underarter finns listade i Catalogue of Life.